# Eriogonum diatomaceum
Eriogonum diatomaceum är en slideväxtart som beskrevs av Reveal, J. Reynolds & Picciani. Eriogonum diatomaceum ingår i släktet Eriogonum och familjen slideväxter. Inga underarter finns listade i Catalogue of Life.